# Lupfen
Der Lupfen, auch Hohenlupfen genannt, ist mit 975,5 m ü. NHN der höchste Berg der Baar am Übergang zum Baarjura bzw. zur Baaralb. Er liegt bei Talheim und Durchhausen im baden-württembergischen Landkreis Tuttlingen. 
Der Lupfen ist ein Zeugenberg und wird auch König der Baar genannt. Auf ihm steht der Lupfenturm.

## Geographie

### Lage
Der Lupfen liegt in den Gemeindegebieten von Talheim im Süden, Durchhausen im Norden und Seitingen-Oberflacht im Osten. Er befindet sich – inklusive der Gipfelregion – überwiegend im Gemeindegebiet von Talheim. Teile seines Nordhangs gehören zu Durchhausen und untere Lagen des Osthangs liegen nahe dem Seitingen-Oberflachter Ortsteil Oberflacht.
Vorbei am Lupfen fließt im Norden der Schönbach, der vom östlich des Berges verlaufenden Mühlbach gespeist wird, und im Süden wird er vom Krähenbach passiert. Auf dem Berg liegen Großteile des Landschaftsschutzgebiets Lupfen (CDDA-Nr. 322864; 1996; 5,02 km²). In nordöstlicher Nachbarschaft erhebt sich mit dem Hohenkarpfen (911,5 m) ein weiterer Zeugen- und zudem Kegelberg.

### Naturräumliche Zuordnung
Der Lupfen gehört in der naturräumlichen Haupteinheitengruppe Gäuplatten des Neckarlandes (Nr. 12) und in der Haupteinheit Baar bzw. Baarhochmulde (121) zur Untereinheit Baar-Albvorberge (Baaralbvorberge) bzw. Nördlicher Baaralbsockel und Lupfenbergland (121.2 bzw. 121.3).

## Lupfenturm
Auf dem Lupfen steht der 22,5 m hohe Lupfenturm, der vom Schwäbischen Albverein erbaut wurde und unterhalten wird. Die Spitze des hölzernen Aussichtsturms überragt den Mischwald. Nach einer Tafel im Turm unterhalb der Plattform soll er die 1000-Meter-Marke überschreiten. Die Aussicht reicht weit über die Nordbaar und das Neckarquellgebiet im Norden bis zu den markantesten Schwarzwaldbergen wie dem Feldberg und der Hornisgrinde im Westen, im Osten bis zu den etwa in gleicher Höhe gelegenen Bergen am Albtrauf wie dem Dreifaltigkeitsberg, dem Klippeneck und dem Lemberg sowie im Süden bis zu den schweizerischen (z. B. zum Säntis) und österreichischen Alpen.

## Geschichte
Der Lupfen war Stammsitz der Grafen von Lupfen, eines dem schwäbischen Uradel zugehörigen mächtigen Adelsgeschlechts. Sie ließen auf dem Lupfen die 1065 ersterwähnte und 1416 zerstörte Burg Hohenlupfen errichten.